# Strandpromenaden, Uddevalla
Strandpromenaden i Uddevalla är en gång- och cykelväg som invigdes 2006. Den är över 9 km lång och sträcker sig från Lindesnäs till Skalbankarna i norra Uddevalla. En del av vägen är en träbrygga. Själva bryggan är cirka 1 kilometer lång och sträcker sig från Skeppsviken till Bodelebukten. Den kom till på initiativ av föreningen Uddevalla Näringsliv och byggdes efter att privatpersoner och företag samlat in över 2,2 miljoner kronor. Uddevalla kommun betalade också en del av kostnaden (cirka 30 miljoner kronor). Den 26 augusti 2006 invigdes strandpromenaden med ett världsrekord i bandklippning, när det 1,5 kilometer långa invigningsbandet klipptes av 3 624 saxar. 
Den 4 juli 2007 invigdes ett fem meter högt hopptorn.
Vägen tilldelades Vackra vägars pris 2009 av Vägverket.